# The End Has No End
«The End Has No End» —en español: «El fin no tiene final»— es una canción de la banda The Strokes, lanzada como sencillo en 1 de noviembre de 2004.
Pertenece al disco Room On Fire el segundo disco de estudio de la banda, realizado por en el productor Gordon Raphael.
La canción es compuesta por Julian Casablancas. Tiene un video dirigido por Sophie Muller en el 2004; cuenta con la participación de Mila Kunis y Eva Mendes. El video fue nominado en le Festival International des Arts du Clip, 2005.
La banda interpretó esta canción en vivo en los premios MTV en el 2005, en Late Show with David Letterman el 21 de mayo de 2004.